# Бижигитов, Осман-Рустамбек Байгенженович
Осман-Рустамбек Байгенженович Бижигитов (каз. Осман-Рустамбек Байгенжеұлы Бижiгiтов; род. 30 ноября 1952, Макушино, Курганская область) — член Коллегии Министерства внутренних дел Республики Казахстан, генерал-майор милиции (1995), кандидат юридических наук (2000).

## Биография
Осман-Рустамбек Байгенженович Бижигитов родился 30 ноября 1952 года в рабочем посёлке Макушино Макушинского района Курганской области, ныне город Макушино — административный центр Макушинского муниципального округа Курганской области. Казах. Происходит из рода атыгай племени аргын.
В 1970—1974 годах — слушатель Омской высшей школы МВД СССР. Получил высшее юридическое образование, квалификация: юрист.
В 1974—1976 годах — заместитель начальника Мокроусовского районного отдела внутренних дел Управления внутренних дел по Курганской области (РСФСР).
В 1976—1977 годах — начальник спецкомендатуры Макушинского отдела внутренних дел Управления внутренних дел по Курганской области.
В 1977—1979 годах — старший инспектор уголовного розыска Управления внутренних дел по Кокчетавской области (Казахская ССР).
В 1979—1981 годах — слушатель Академии управления МВД СССР. Квалификация: организатор управления в сфере правопорядка и общественной безопасности.
В 1981—1983 годах — первый заместитель начальника Управления уголовного розыска Управления внутренних дел по Кокчетавской области.
В 1983—1984 годах — начальник Щучинского городского отдела внутренних дел Управления внутренних дел по Кокчетавской области.
В 1984—1986 годах — начальник Зерендинского районного отдела внутренних дел Управления внутренних дел по Кокчетавской области.
В 1986—1987 годах — начальник Управления государственной автоинспекции Управления внутренних дел по Кокчетавской области.
В 1987—1992 годах — первый заместитель начальника Управления внутренних дел по Северо-Казахстанской области.
С 3 марта 1992 по 18 июля 1994 года — начальник Управления внутренних дел по Актюбинской области.
С 18 июля 1994 года по 27 июля 1997 года — начальник Главного управления внутренних дел города Алма-Аты
В 1995 году присвоено специальное звание генерал-майор милиции.
С 27 июля 1997 по 19 января 2001 — начальник Восточного управления внутренних дел на транспорте МВД Республики Казахстан.
В 2001—2004 годах — заместитель начальника Академии МВД Республики Казахстан.
В 2004—2005 годах — начальник Управления специализированной службы охраны Министерства внутренних дел Республики Казахстан.
С 2005 года — исполняющий обязанности, с 6 декабря 2006 года по 2008 год — начальник Департамента собственной безопасности МВД Республики Казахстан.
В 2010 году уволился из МВД Республики Казахстан по выслуге лет и достижения предельного возраста.
В 2010—2016 годах — генеральный директор охранной структуры АО «НАК Казатомпром» ТОО «СП Бетпак Дала» и «Корган-Казатомпром».
Учредитель, генеральный директор ТОО «Way of Science» (Путь науки) — московской международной полицейской академии в Республике Казахстан.
Учредитель и президент общественного объединения «World Taekwondo Association».
Член Республиканского общественного объединения «Совет генералов». Ветеран органов МВД Республики Казахстан.
В 2019 году — профессор кафедры Казахской Академии труда и социальных отношений.
С 25 августа 2023 года руководитель общественного объединения «World Police Taekwondo Federation» (Всемирная полицейская федерация тхэквондо, БИН 230840036165), город Павлодар.

## Награды и звания
- Орден «Данк» II степени
- 38 медалей СССР и Республики Казахстан, в том числе:
  - Медаль «За отличную службу по охране общественного порядка», 1987 год
  - Медаль «За безупречную службу» всех 3-х степеней
  - Медаль «Ветеран органов внутренних дел Республики Казахстан», 2006 год
  - Медаль «За отличие в обеспечении правопорядка», 2007 год
- Звание «Заслуженный работник МВД СССР», 1990 год
- Звание «Заслуженный работник МВД Республики Казахстан», 2006 год
- Звание «Почётный железнодорожник Республики Казахстан»;
- Почетные грамоты УВД, МВД «За добросовестное отношение к исполнению служебных обязанностей», трижды: 1980 год, 1996 год, 1999 год
- Мастер спорта СССР по борьбе дзюдо
- Черный пояс V-дан по карате-до
- Именное оружие[8][9]

## Научные звания, степени, деятельность
- Кандидат юридических наук, 2000 год
- Профессор Академии МВД, 2002 год
- Профессор по специальности правоведение, 2004 год

## Семья
- Супруга – Бижигитова Гульбану Мирашевна (род. 1955).
- Сын – Рустамбек (1975—1996), лейтенант милиции работавший в органах Государственного Следственного Комитета. Убит, преступление не раскрыто.